# Long Island iced tea
Pour les articles homonymes, voir Long Island (homonymie) et Thé glacé.
Le Long Island iced tea ou LIIT ou Long Island (littéralement « thé glacé de Long Island », en anglais) est un cocktail à base de tequila, gin, vodka, rhum, liqueur d'oranges, et cola. Ce cocktail officiel de l'IBA tient son nom de sa ressemblance à du thé glacé (bien qu'il n'en contienne pas),.

## Origine
L'origine de ce cocktail est mal connue. Il aurait été créé, selon la légende, à Long Island près de New York, pendant la Prohibition des années 1920. À cette époque où les boissons alcoolisées sont interdites aux États-Unis par le gouvernement américain, les patrons des bars mélangeaient de l'alcool de contrebande avec du cola, afin de donner au mélange l'apparence d'un simple thé glacé.

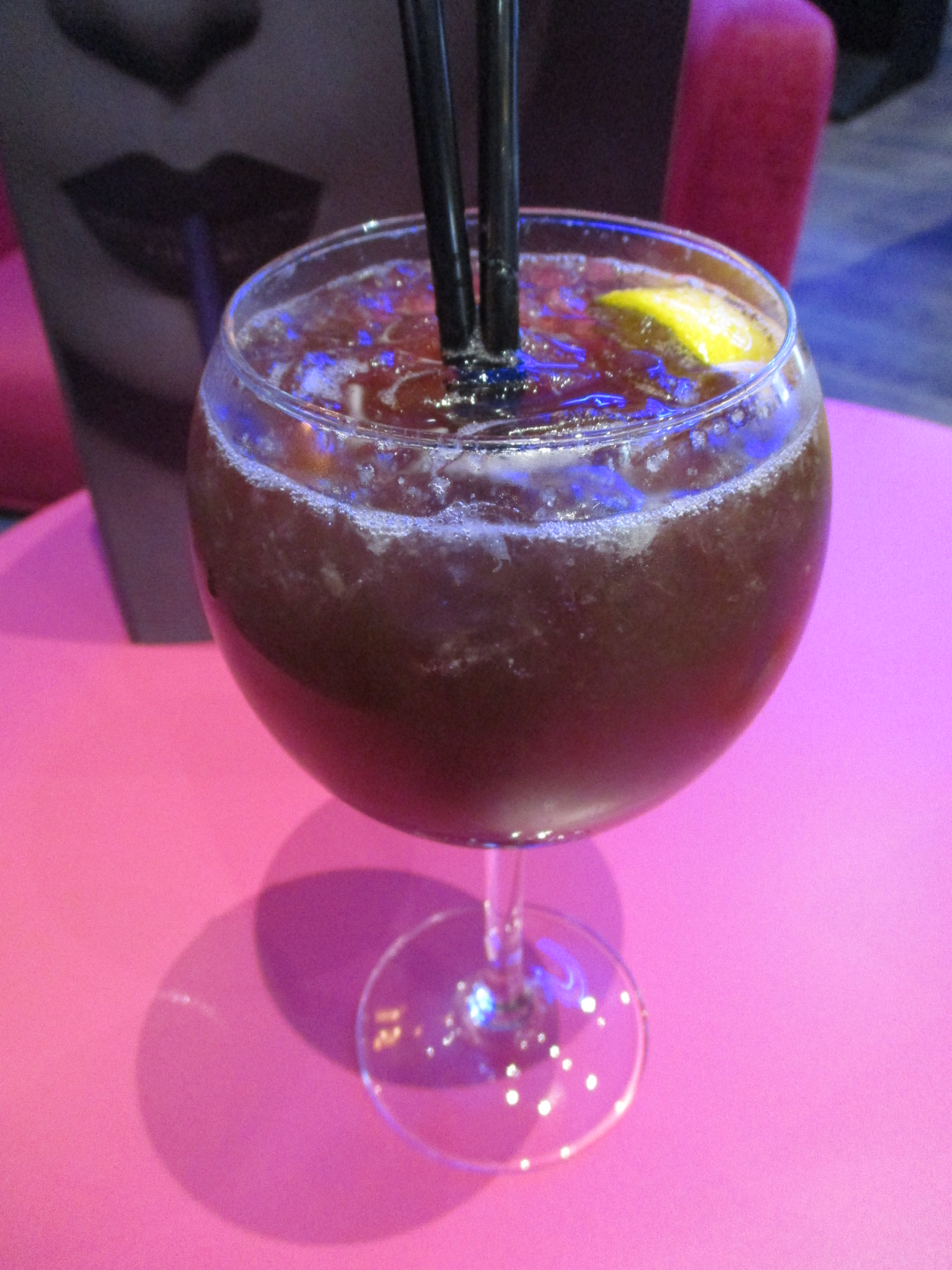
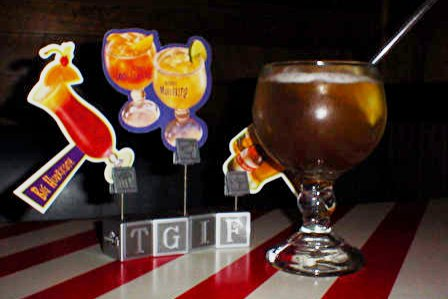
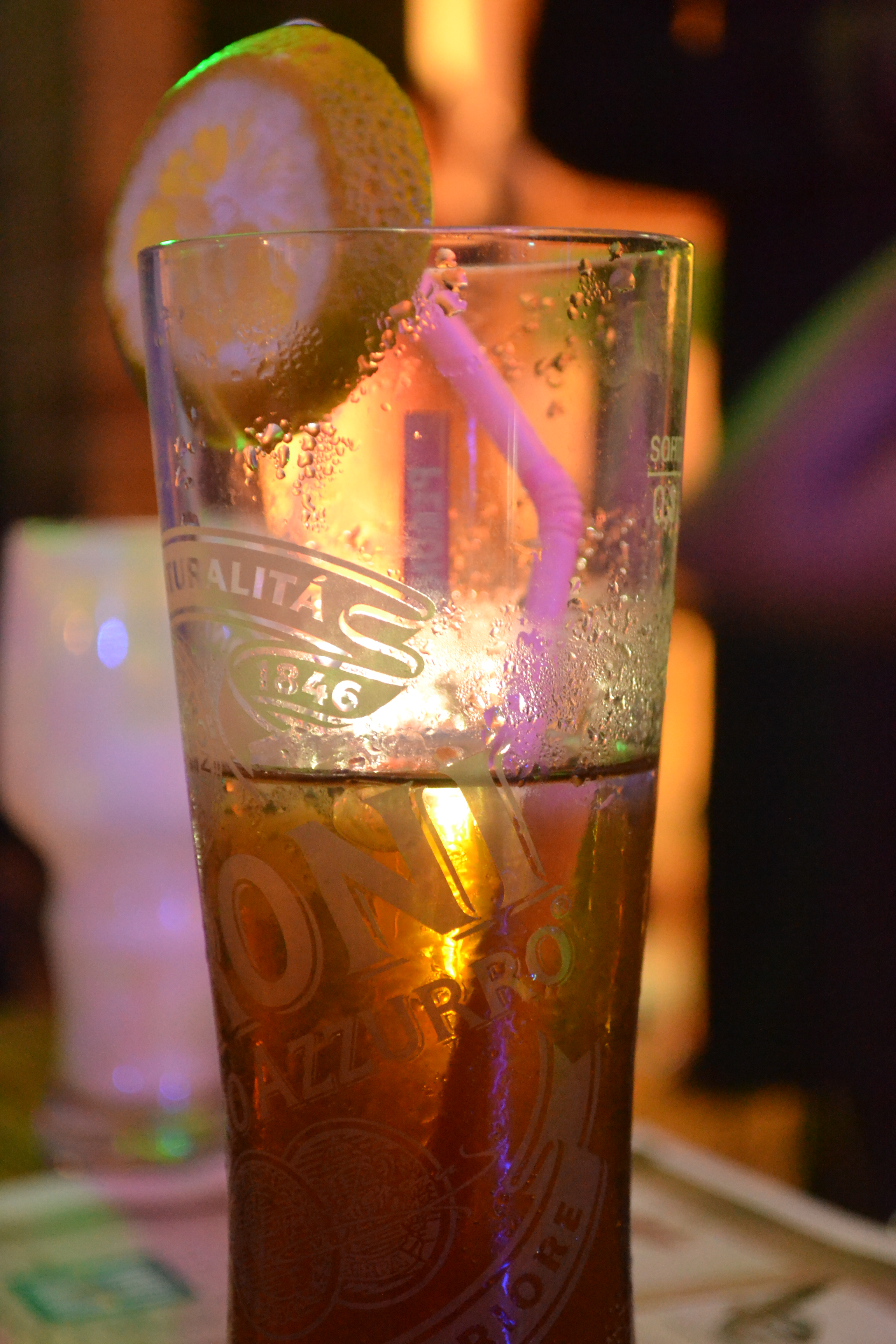

Une recette de Long Island iced tea est mentionnée dans le Livre de cuisine de Betty Crocker (Betty Crocker Cookbook (en)) de 1961 (vendu à près de 75 millions d'exemplaires depuis sa première publication en 1950). Le barman américain Rosebud Butts affirme avoir créé la recette actuelle à base de cinq alcools en 1972, pour un concours, alors qu'il travaillait dans le bar-restaurant de plage Oak Beach Inn (en) (OBI) de Jones Beach Island, sur l'île de Long Island dans l'État de New York.

## Recette IBA
Ce cocktail officiel de l'IBA se compose selon l'International Bartenders Association (IBA) de :
- 1,5 cl gin
- 1,5 cl tequila
- 1,5 cl vodka
- 1,5 cl rhum blanc
- 1,5 cl triple sec (ou cointreau)
- 3 cl sirop de gomme arabique
- 2,5 cl jus de citron
- 1 trait de cola (ou thé glacé)

Ajouter tous les ingrédients dans un verre à whisky rempli de glace. Remuer doucement. Décorer d'une spirale de citron. Servir avec une paille. Ou bien verser le cointreau, rhum, gin, vodka, tequila, et jus de citron dans un shaker rempli de glaçons. Secouer vivement pendant 10 secondes. Verser dans un verre haut rempli de glaçons On the rocks. Compléter avec le cola. Décorer avec paille et rondelle de citron.

## Variantes
- Tokyo Iced Tea : le cola est remplacé par de la limonade et le triple sec par le midori (liqueur de melon vert japonais)
- Alaskan Iced Tea : la tequila est remplacée par du curaçao, aucun cola
- Tennessee Iced Tea : la tequila est remplacée par du Jack Daniel's
- California Iced Tea : le cola est remplacé par du jus d'orange
- Long Beach Iced Tea : le cola est remplacé par du jus de canneberge